# Histoire du partage des eaux du bassin Tigre-Euphrate depuis 1916
En 1916, durant la Première Guerre mondiale, par l'accord Sykes-Picot, la France et la Grande-Bretagne se partagent la partie arabe de l'Empire ottoman créant ainsi les actuelles frontières du Moyen-Orient. Depuis cette époque, la démographie et la création de grands réservoirs d'eau aux fins d'irrigation et d'énergie hydroélectrique ont abouti à la raréfaction d'une eau pourtant abondante. Dès 1923 s'est révélée la nécessité d'accords de partage des eaux du Tigre et de l'Euphrate entre les riverains. La négociation se complique à partir des années 1960 lorsque la Syrie, puis la Turquie développent leur potentiel agricole et énergétique par la construction de barrages. Le projet d'Anatolie du Sud-est est le dernier de ces projets. Il donne à la Turquie, pays amont des deux fleuves, et riverain puissant militairement un pouvoir inédit sur ses voisins syriens et irakiens.

## Période du mandat franco-britannique
- L'accord secret Sykes-Picot de 1916 comporte une clause de « garantie d'une quantité définie d'eau du Tigre et de l'Euphrate » (Marwa Daoudy p. 143).
- La convention du 23 décembre 1920 signée entre la France et la Grande-Bretagne créée une protection des riverains situés en aval.
- En 1923, le traité de Lausanne mentionne déjà dans son article 109 l'obligation de créer une commission mixte entre les trois riverains (Turquie, Syrie et Irak) pour traiter les problèmes rencontrés dans le partage des eaux. La Turquie a également l'obligation d'informer l'Irak avant d'entreprendre des travaux sur les fleuves.
- En 1926, la convention d'Angora signée entre la Turquie et la France (représentant la Syrie) réaffirme l'équité nécessaire dans le partage des eaux.
- En 1930, le traité d'Alep mentionne les droits de la Syrie sur les eaux de l'Euphrate.

## L'aprèsSeconde Guerre mondiale
- Le 29 mars 1946, la Turquie et l'Irak signent leur premier traité bilatéral concernant les eaux des deux fleuves. L'obligation pour la Turquie d'informer l'Irak préalablement à tout travaux est rappelée (article 5).
- La même année, ils signent un traité d'amitié et de bon voisinage à Ankara rappelant à nouveau cette obligation.

## L'amorce des conflits
- De 1962 à 1974, des négociations tentent de trouver un accord sur le partage des eaux :
  - entre la Syrie et l'Irak (1962-1974),
  - entre la Syrie et la Turquie (1962-1971),
  - entre les trois riverains (1965-1971)
- En 1964, la Turquie propose un accord à la Syrie moyennant un accord réciproque sur les eaux de l'Oronte. Ce dernier ne représente que 10 % du débit de l'Euphrate, mais se jette dans la Méditerranée en passant par le Sandjak d'Alexandrette ou province du Hatay, territoire de la province de Syrie cédée à la Turquie en 1939 par la France. La signature de cet accord constituerait une reconnaissance de la Turquie comme riverain de l'Oronte et ce faisant de sa possession du Sandjak, ce que la Syrie ne peut accepter.
- Lors des négociations tripartites de 1965, l'Irak, la Syrie et la Turquie revendiquent respectivement 18, 13 et 14 milliards de m3 sur l'Euphrate soit une fois et demi le débit du fleuve.
- Les relations se dégradent à partir de 1966 : scission du mouvement Baas - et 1967, date de la « grande défaite arabe » (guerre des six jours), entre la Syrie et l'Irak. L'Irak élève ses prétentions à 16 km3 alors que la Syrie ne consent à en laisser passer que 9.

## Les premiers grands barrages
L'Irak est le premier pays riverain à développer des projets d'ingénierie dans le bassin Tigre-Euphrate. Les barrages Al Hindiya et Ramadi-Habbaniya sur l'Euphrate sont construits en 1914 et en 1951, respectivement, à la fois pour le contrôle des inondations et de l'irrigation. Au milieu des années 1960, le développement de l'agriculture irriguée en Irak dépasse de loin le développement de la Syrie ou de la Turquie. La Syrie développe des projets d'irrigation début 1960 et la Turquie milieu années 1960.
Jusqu'en 1973, les négociations ne concernent que des débits que les riverains amont s'engagent à laisser passer, mais aucun n'a encore la capacité d'influencer le débit du fleuve.
- Le barrage de Keban est le premier ouvrage Turc important construit sur l'Euphrate. Il est rempli à partir de 1973, destiné uniquement à produire de l'énergie, il n'est pas censé diminuer à terme le débit du fleuve (au phénomène d'évaporation près).
- En 1973, la Syrie met également en eau le barrage de Tabqa créant le lac Al-Assad sans qu'une concertation n'ait pu aboutir sur le remplissage simultané des deux barrages. Le risque de guerre s'efface grâce à la forte crue de mars 1974.
- L'Irak réagit de nouveau en avril 1975, affirmant que le débit a atteint un seuil intolérable (4 fois moins que la normale). La Syrie répond qu'elle laisse passer 71 % du débit mais la tension monte. Fin avril, la Ligue arabe forme un comité technique pour négocier un partage équitable, mais, le 1er mai, la Syrie refuse d'y participer. Le 3 mai, l'Arabie saoudite propose sa médiation sans succès et l'escalade continue avec l'interdiction de survol prononcée le 13 mai par la Syrie à l'encontre des avions irakiens. En pleine négociation avec Israël sous l'égide d'Henry Kissinger, la Syrie déplace une grande partie de ses troupes massées à la frontière israélienne vers l'Irak. La crise s'efface avec la médiation saoudienne le 3 juin, probablement acquise grâce à une pression de l'Union soviétique sur les deux pays. Un accord secret aurait alors été signé prévoyant une quote-part irakienne de 58 % sur les eaux reçues par la Syrie à la frontière turque.

## Le projet d'Anatolie du Sud-est
Dans les années 1980, la Turquie lance le projet d'Anatolie du Sud-est qui vise à irriguer 1,8 million d'hectares de terres agricoles à partir de barrages construits sur le Tigre et l'Euphrate. À la fin du projet, environ 22 km3 devraient être prélevés réduisant de 34 % le débit des deux fleuves.
- En 1977, la Turquie décide de lancer le projet d'Anatolie du Sud-est (GAP : « Güneydoğu Anadolu Projesi » en turc).
- En 1986, la Turquie annonce le remplissage du barrage de Karakaya mais s'engage à laisser passer 500 m³/s, soit environ 15 milliards de m³, soit la moitié du débit du fleuve.
- Dès la fin du remplissage du barrage de Karakaya, elle annonce celui du gigantesque barrage Atatürk. Le quota de 500 m³/s est réaffirmé (protocole signé à Damas le 17 juillet 1987).
- En 1989, l'établissement public gérant le GAP est créé.
- Le 17 avril 1989, le quota de 58 % est réaffirmé entre la Syrie et l'Irak.
- Du 13 janvier au 12 février 1990, la Turquie réduit considérablement le débit de l'Euphrate pendant un mois alors que les négociations sont difficiles (Pas clair : négociation avec qui ?  de quoi ou pourquoi ? Et quel débouché à la négociation ?).
- En février 1991, pendant la première  guerre du Golfe, la Turquie diminue radicalement le débit de l'Euphrate pendant trois jours, officiellement pour des raisons techniques. La Syrie continue de se servir normalement diminuant aussi l'eau à l'Irak. Cet épisode doit probablement son origine à une raison plus politique, la Turquie étant une alliée traditionnelle des États-Unis et la Syrie étant membre de la coalition contre l'Irak.
- En 2001, alors que la Turquie réduit le débit de l'Euphrate en raison des sécheresses malgré l'existence de barrages géants, la Syrie et l'Irak tentent de relancer les négociations tripartites sans résultat.

## Conséquences environnementales, développementales et humaines
D'un point de vue
environnemental, les politiques menées dans le cadre de la gestion du Tigre et
de l'Euphrate ont plusieurs conséquences. Tout d'abord, le lancement du projet
de développement d'Anatolie du Sud-Est, par la mise en place de barrages, a
comme première conséquence une augmentation de l’irrigation des surfaces
cultivables en amont et une diminution de l'eau disponible pour les régions situées
en aval.  Ensuite, ces projets de gestion
de l'eau ont également un impact sur l'écologie de la rivière: son régime et le
volume d'eau en transit est changé, avec un impact négatif sur les marais
formés en aval qui souffrent du drainage des canaux, ce qui provoque une
destruction progressive d'un environnement rare et précieux. À partir de 2005,
cette tendance est lentement inversée par l'intervention humaine qui cherche à
sauvegarder ces zones de marais (Jones, et al., 2008).  Un autre challenge lié aux impacts de cette
bataille pour l'eau est d'empêcher la pollution et la disparition des nappes
phréatiques sur-utilisées. En effet, celles-ci diminuent à des taux alarmants
et sont de plus en plus touchées par l'arrivée des eaux de retour d'irrigation
qui sont polluées par des éléments chimiques dissous dont des pesticides, des herbicides
et du pétrole associés aux pratiques culturelles actuelles (Beaumont, 1998). La salinisation des eaux de
drainage est également à prendre en compte (Beaumont,
1996).  De plus, les réservoirs
des barrages, tel que le barrage Ilisu, construit dans le cadre du projet de
développement d'Anatolie du Sud-Est, risquent d'amener des maladies comme la
malaria ou la leishmaniose, l'eau stagnante attirant les vecteurs de telles
maladies (Haddadin, 2002). 
Dans
le cadre de ces grands projets d'ingénierie, les états se sont initialement
préoccupés de la quantité d'eau reçue mais pas de sa qualité. Il a donc été nécessaire de discuter les
conséquences environnementales quant à la qualité des eaux, tout en sachant
que cette qualité influence également la santé de la population et le
développement économique. Des mesures doivent donc être prises pour contrôler
la qualité des eaux. Étant donné que, comme mentionné précédemment les pays
sont entrés dans une phase coopérative, cette surveillance de l'environnement
permettrait de prendre les mesures nécessaires au cas où les impacts
environnementaux deviennent trop importants et ont des trop graves conséquences
sur le développement. Par exemple, une solution serait d'agrandir le système de
canaux turcs jusqu'en Syrie pour leur apporter de l'eau de qualité. Cependant,
de telles entreprises peuvent raviver les tensions en ce qui concerne celui qui
va supporter les coûts de telles opérations (Beaumont, 1996). 
Du point de vue du
développement, cette politique de gestion de l'eau du Tigre et de l'Euphrate a
des conséquences tant dans les secteurs économiques qu’agricoles. Les barrages
ont d'abord été construits dans le but de générer de l'électricité puis pour le
développement régional (projet de développement d'Asie du Sud-Est) par le biais
de l'extension de l'irrigation.  
D’une part, l'introduction
de l'irrigation généralisée au sein du bassin induit un changement dans
l'agriculture ; si elle ne permet pas d'étendre la surface cultivée partout,
pour les régions où l'agriculture était nourrie exclusivement par la pluie, la
proportion de terres soumises à la jachère peut diminuer et la production peut
augmenter (Beaumont, 1996). Par contre, en gardant une grande partie du débit,
la Turquie, en amont, prive la Syrie et l'Irak d'une grande partie de l'eau
disponible (Beaumont, 1998).  Par
exemple, le barrage Atatürk, terminé en 1991 cause des problèmes pour les plans
agricoles syriens et irakiens (Carkoglu & Eder, 2001). Le développement
agricole des pays situés en aval comme l’Irak est également touché par les
conséquences environnementales mentionnées ci-dessus (dont la pollution et la
salinisation), ce qui provoque une perte de la productivité agricole (Gleick, 1994).
D’autre
part, l'eau est également dérivée vers les zones industrielles les plus
productives. Cela provoque une diminution de zones agricoles irriguées et donc
une diminution de la production agricole au profit de l’industrie (Beaumont,
1998).
La modification de l’environnement, l'inondation de nombreuses localités du fait de la construction de barrages comme celui d'Ilisu, ont causé le déplacement d'un grand nombre d'habitants.

## Cartes

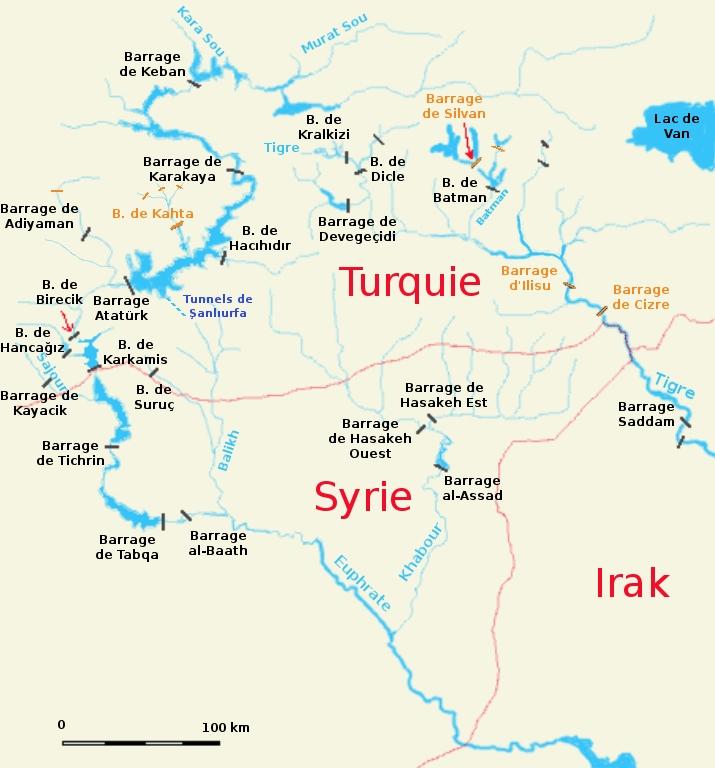
Ouvrages hydrauliques du haut bassin Tigre-Euphrate

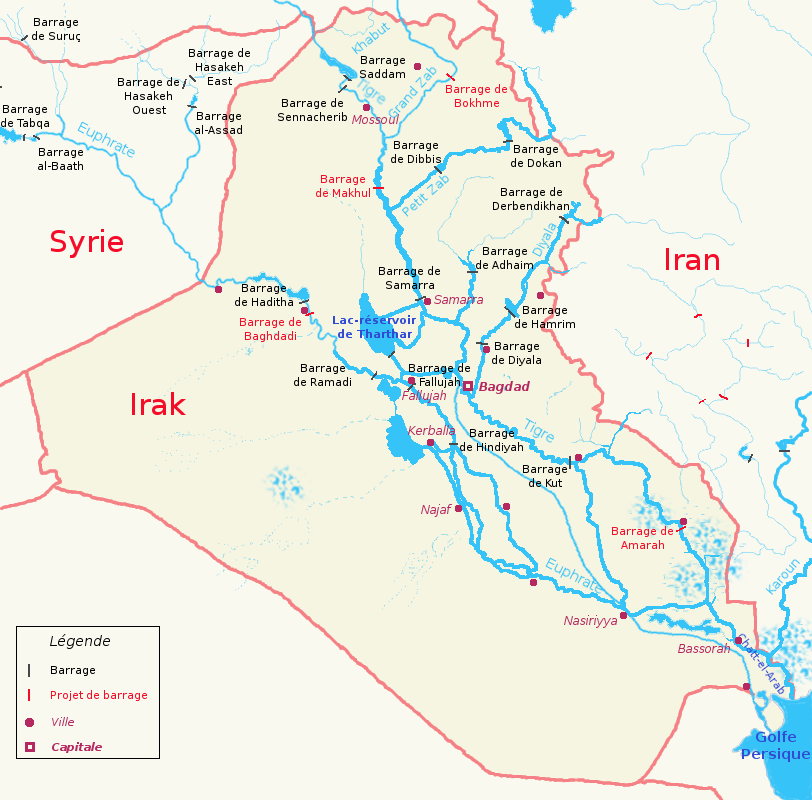
Ouvrages hydrauliques irakiens